# Gove County
Gove County ist ein County im Bundesstaat Kansas der Vereinigten Staaten. Das U.S. Census Bureau hat bei der Volkszählung 2020 eine Einwohnerzahl von 2718 ermittelt.
Der Verwaltungssitz (County Seat) ist Gove City. Das County gehört zu den Dry Countys, was bedeutet, dass der Verkauf von Alkohol eingeschränkt oder verboten ist.

## Geographie
Das County liegt im mittleren Nordwesten von Kansas und hat eine Fläche von 2775 Quadratkilometern ohne nennenswerte Wasserfläche. Es grenzt im Uhrzeigersinn an folgende Countys: Sheridan County, Graham County, Trego County, Ness County, Scott County, Logan County und Thomas County.

## Geschichte
Gove County wurde am 2. März 1868 als Original-County aus freiem Territorium gebildet. Benannt wurde es nach Grenville L. Gove, einem Offizier im Amerikanischen Bürgerkrieg.
5 Bauwerke und Stätten des Countys sind im National Register of Historic Places eingetragen (Stand 29. August 2017).

## Demografische Daten

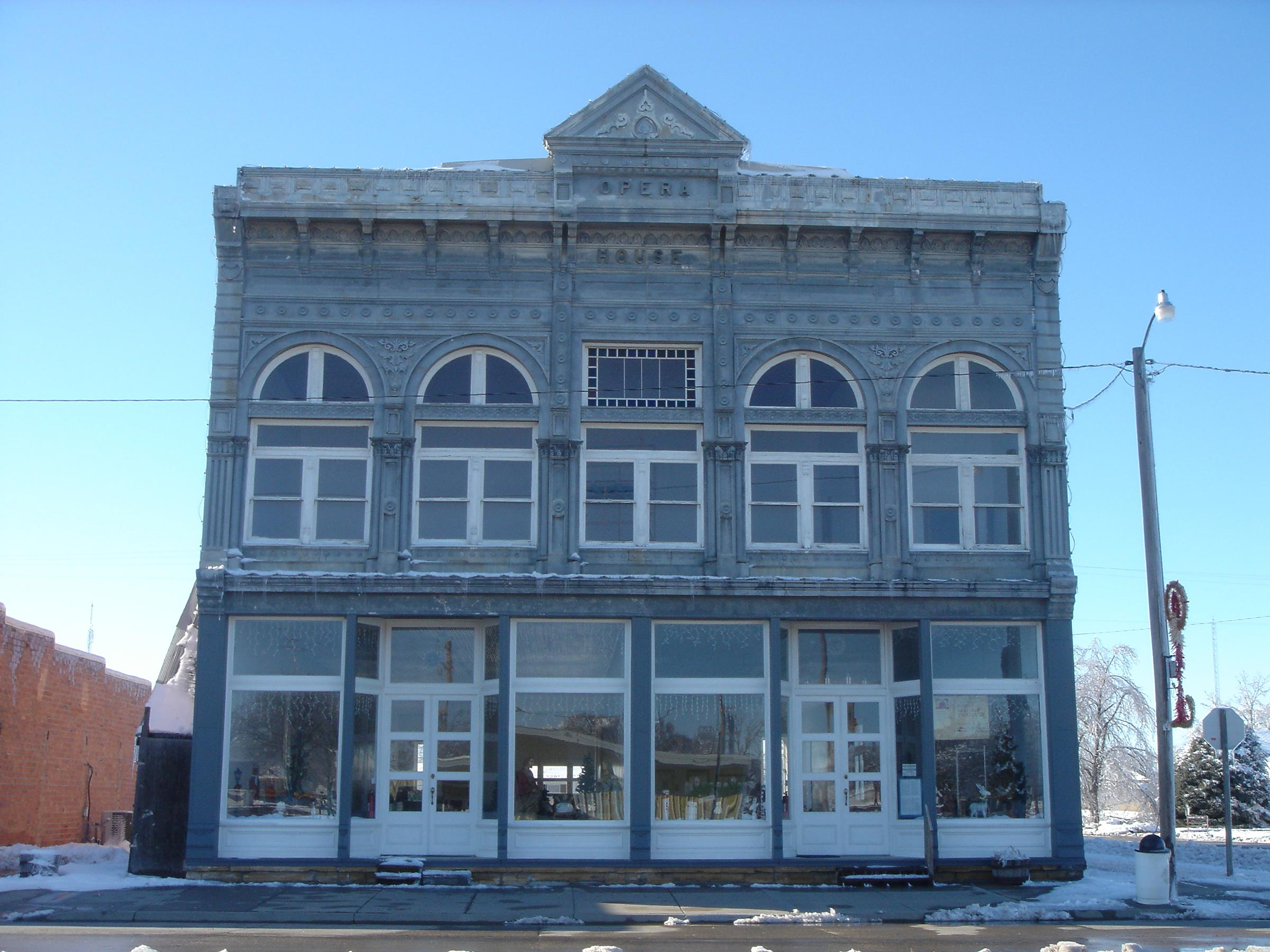
Grainfield Opera House, gelistet im NRHP

Nach der Volkszählung im Jahr 2000 lebten im Gove County 3068 Menschen in 1245 Haushalten und 861 Familien im Gove County. Die Bevölkerungsdichte betrug 1 Einwohner pro Quadratkilometer. Ethnisch betrachtet setzte sich die Bevölkerung zusammen aus 97,95 Prozent Weißen, 0,10 Prozent Afroamerikanern, 0,16 Prozent amerikanischen Ureinwohnern, 0,10 Prozent Asiaten und 0,72 Prozent aus anderen ethnischen Gruppen; 0,98 Prozent stammten von zwei oder mehr Ethnien ab. 1,24 Prozent der Bevölkerung waren spanischer oder lateinamerikanischer Abstammung.
Von den 1245 Haushalten hatten 28,4 Prozent Kinder unter 18 Jahren, die mit ihnen gemeinsam lebten. 63,5 Prozent waren verheiratete, zusammenlebende Paare, 3,5 Prozent waren allein erziehende Mütter und 30,8 Prozent waren keine Familien. 29,7 Prozent aller Haushalte waren Singlehaushalte und in 17,5 Prozent lebten Menschen mit 65 Jahren oder darüber. Die Durchschnittshaushaltsgröße betrug 2,42 und die durchschnittliche Familiengröße betrug 3,01 Personen.
26,2 Prozent der Bevölkerung waren unter 18 Jahre alt. 5,4 Prozent zwischen 18 und 24 Jahre, 22,1 Prozent zwischen 25 und 44 Jahre, 23,7 Prozent zwischen 45 und 64 Jahre und 22,7 Prozent waren 65 Jahre alt oder älter. Das Durchschnittsalter betrug 43 Jahre. Auf 100 weibliche Personen kamen 95,2 männliche Personen. Auf 100 erwachsene Frauen ab 18 Jahren kamen 92,3 Männer.
Das jährliche Durchschnittseinkommen eines Haushalts betrug 33.510 USD, das Durchschnittseinkommen einer Familie betrug 40.438 USD. Männer hatten ein Durchschnittseinkommen von 26.863 USD, Frauen 21.357 USD. Das Prokopfeinkommen betrug 17.852 USD.
8,0 Prozent der Familien und 10,3 Prozent der Bevölkerung lebten unterhalb der Armutsgrenze.

## Orte im County
- Alanthus
- Gove
- Grainfield
- Grinnell
- Park
- Quinter

Townships
- Baker Township
- Gaeland Township
- Gove Township
- Grainfield Township
- Grinnell Township
- Jerome Township
- Larrabee Township
- Lewis Township
- Payne Township